# Simulium carpathicum
Simulium carpathicum är en tvåvingeart som först beskrevs av Knoz 1961.  Simulium carpathicum ingår i släktet Simulium och familjen knott. Arten är reproducerande i Sverige. Inga underarter finns listade i Catalogue of Life.